# Mirko Tedeschi (cyclisme, 1989)
Pour les articles homonymes, voir Mirko Tedeschi et Tedeschi.
Mirko Tedeschi, né le 5 janvier 1989 à Negrar, est un coureur cycliste italien.

## Palmarès
- 2007
  -  Champion d'Italie de poursuite par équipes juniors (avec Elia Viviani, Filippo Fortin et Mario Sgrinzato)
- 2010
  - Trofeo Paolin Fornero
- 2011
  - 2e du Grand Prix de la ville d'Empoli
  - 3e du Giro del Casentino
- 2012
  - 3e du Trofeo Città di Lastra a Signa
  - 3e du Circuit de Cesa
- 2013
  - 3e de Firenze-Mare
- 2015
  - 4e étape du Tour du Venezuela

## Classements mondiaux
| Année            | 2010 | 2011 | 2012 | 2013 | 2014 |
| ---------------- | ---- | ---- | ---- | ---- | ---- |
| UCI America Tour |      | 385e |      |      |      |
| UCI Asia Tour    |      |      |      |      | 388e |
| UCI Europe Tour  | 778e |      | 789e | 869e | 205e |